# Mexico International 1976
Die Mexico International 1976 im Badminton (auch bekannt als XII. Mexican Open) fanden vom 25. bis zum  28. November 1976 in Mexiko-Stadt statt.

## Sieger und Platzierte
| Disziplin    | Gold                           | Silber                          | Bronze                                |
| ------------ | ------------------------------ | ------------------------------- | ------------------------------------- |
| Herreneinzel | Derek Talbot                   | Ray Stevens                     | Sture Johnsson                        |
| Herreneinzel | Derek Talbot                   | Ray Stevens                     | Stefan Karlsson                       |
| Dameneinzel  | Margaret Lockwood              | Wendy Clarkson                  | Marjan Ridder                         |
| Dameneinzel  | Margaret Lockwood              | Wendy Clarkson                  | Joke van Beusekom                     |
| Herrendoppel | Ray Stevens Mike Tredgett      | Sture Johnsson Stefan Karlsson  | Ian Johnson Pat Tryon                 |
| Herrendoppel | Ray Stevens Mike Tredgett      | Sture Johnsson Stefan Karlsson  | Bandid Jaiyen Surapong Suharitdamrong |
| Damendoppel  | Nora Gardner Margaret Lockwood | Marjan Ridder Joke van Beusekom | Wendy Clarkson Sharon Crawford        |
| Damendoppel  | Nora Gardner Margaret Lockwood | Marjan Ridder Joke van Beusekom | Lesley Harris Jane Youngberg          |
| Mixed        | Mike Tredgett Nora Gardner     | Derek Talbot Joke van Beusekom  | Torsten Winter Marjan Ridder          |
| Mixed        | Mike Tredgett Nora Gardner     | Derek Talbot Joke van Beusekom  | Tom Muir Wendy Clarkson               |

## Finalresultate
| Disziplin    | Sieger                         | Finalist                        | Ergebnis   |
| ------------ | ------------------------------ | ------------------------------- | ---------- |
| Herreneinzel | Derek Talbot                   | Ray Stevens                     | 15–5, 15–7 |
| Dameneinzel  | Margaret Lockwood              | Wendy Clarkson                  | 11–0, 11–6 |
| Herrendoppel | Ray Stevens Mike Tredgett      | Sture Johnsson Stefan Karlsson  | 15–6, 15–5 |
| Damendoppel  | Nora Gardner Margaret Lockwood | Marjan Ridder Joke van Beusekom | 15–3, 15–9 |
| Mixed        | Mike Tredgett Nora Gardner     | Derek Talbot Joke van Beusekom  | 15–5, 15–6 |